# Manx (chat)
Pour les articles homonymes, voir Manx.
 (juillet 2016).
Si vous disposez d'ouvrages ou d'articles de référence ou si vous connaissez des sites web de qualité traitant du thème abordé ici, merci de compléter l'article en donnant les références utiles à sa vérifiabilité et en les liant à la section « Notes et références ».
Le Manx, ou chat de l'île de Man, est une race de chats originaire de l'île de Man (îles Britanniques). Ce chat est caractérisé par son absence de queue.

## Origines
Le chat Manx (kayt Manninagh ou stubbin en mannois), aussi appelé « chat de l'île de Man », est originaire, comme son nom l'indique, de l'île britannique de Man. 
La mutation d'un gène a provoqué l'absence de queue chez ces individus, elle s'est développée sur l'île à cause de l'isolement des chats et de la trop forte consanguinité. 

## Standards

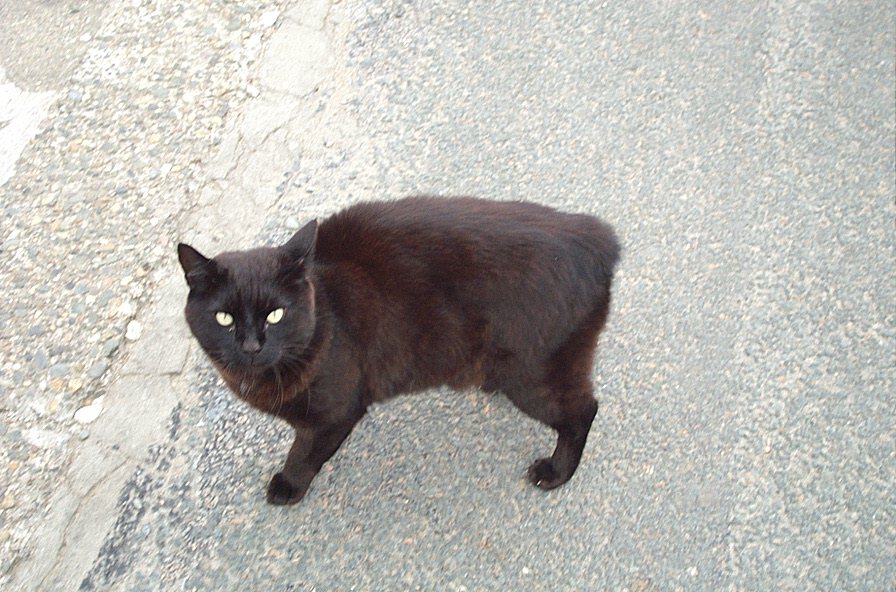
Femelle rumpy noire.

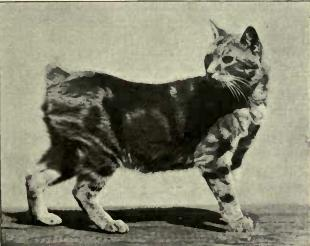
Manx tabby rumpy riser. Photo Gambier Bolton.

Le Manx est un chat de taille moyenne à grande et au corps musclé, compact, puissant mais tout en rondeur. L'ossature et la musculature sont fortes, le dos droit. Les pattes sont de taille moyenne à courte, là aussi avec une bonne ossature et musculature. Les pattes postérieures sont légèrement plus hautes que les antérieures et les pieds ronds et fermes. 
La principale caractéristique du Manx est sa queue, ou plutôt son absence de queue (causée par une mutation du gène M.) On distingue plusieurs types de longueurs de queue :
- Rumpy : absence totale de queue.
- Rumpy riser : la queue est réduite à une excroissance de cartilage située sous la fourrure, au bout de la colonne vertébrale. Ce nom vient du fait que le moignon est visible uniquement quand le chat tente de le lever (en anglais « lever » se dit to rise).
- Stumpy : la queue ne mesure que quelques centimètres et est composée de 1 à 3 vertèbres caudales.
- Longy : certains chats de race Manx peuvent avoir une queue de longueur pratiquement normale, mais elle peut être tordue et n'est pas acceptée en championnat.

On peut trouver dans une même portée Manx des chatons ayant des longueurs de queue différentes. On ne rencontre généralement en concours que des Manx rumpy.
La tête est large et arrondie avec des pommettes saillantes et un nez court, large et bien incurvé. Les yeux sont grands, bien ouverts et ronds d'une couleur accordée à la robe. Les oreilles, de taille moyenne à petite, sont larges à la base avec le bout arrondi et sont placées bien espacées sur le crâne.
La fourrure est courte, dense et avec un sous-poil épais. Toutes les couleurs et robes sont acceptées pour cette race. 
Les croisements sont autorisés avec le Cymric, le British longhair et le British shorthair, toutefois les Manx rumpy, rumpy riser et stumpy ne peuvent être croisés qu'avec des Manx ou des Cymric longy.
Le manx a des pattes postérieures plus longues que ses pattes antérieures. Donc, pour se déplacer, il sautille comme un lapin et sa fourrure semblable à celle de ce dernier accentue la ressemblance.

### Génétique

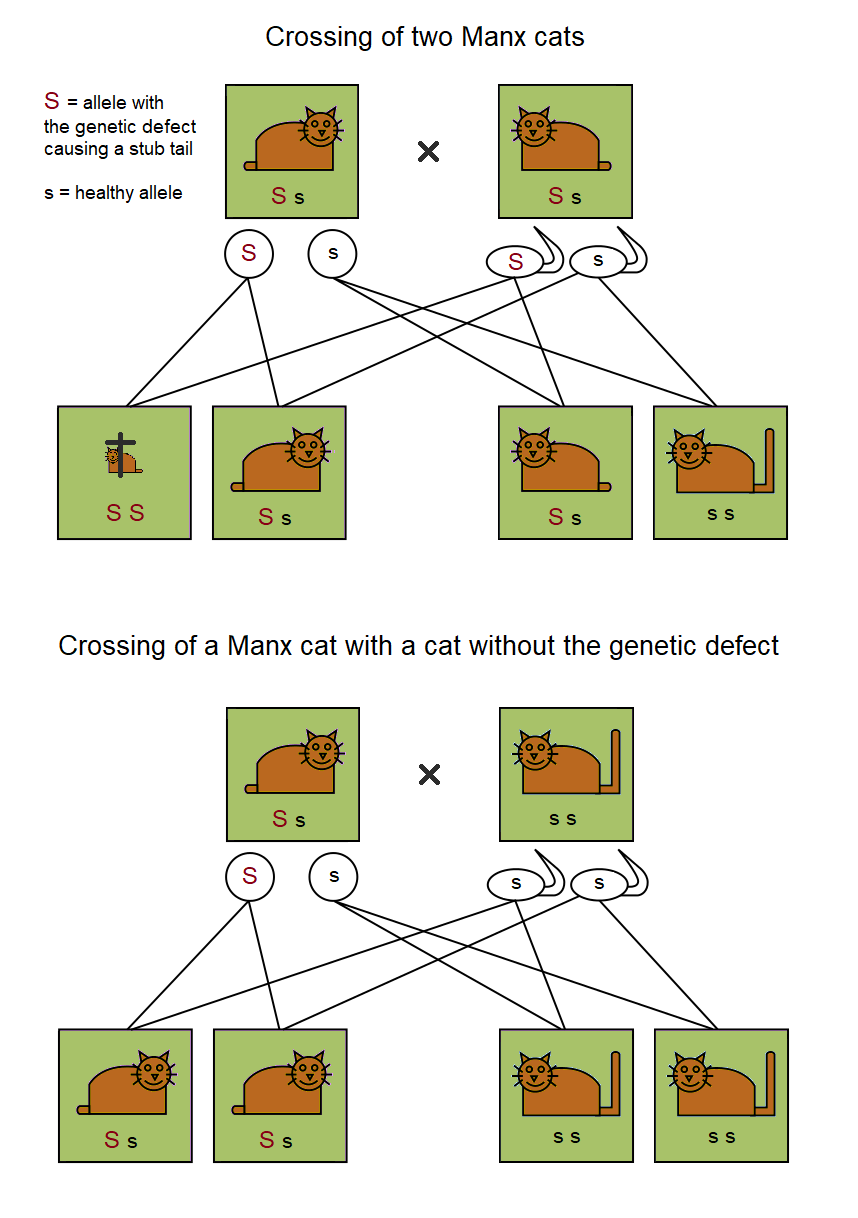
Résultats du croisement entre deux Manx, et entre un Manx et une race non mutante.

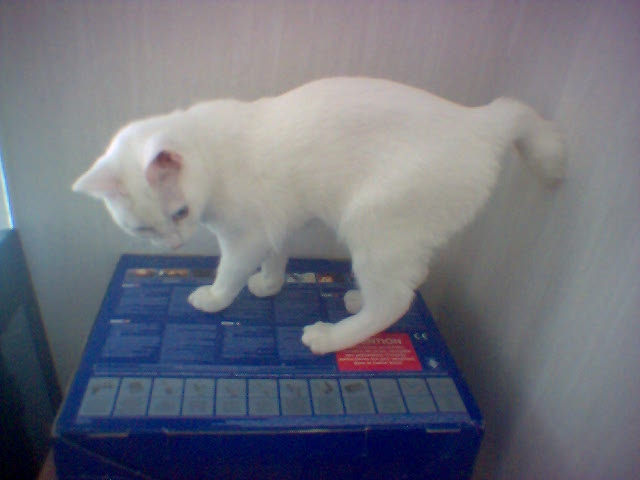
Manx stumpy (queue courte) blanche.

L'élevage du Manx est délicat, d'une part parce qu'une chatte donne naissance à peu de chatons et d'autre part par l'aspect génétique. En effet, un Manx homozygote (porteur de deux allèles responsables de l'absence de queue) n'est pas viable, puisque la moelle épinière ne se développe pas complètement. Tous ces chatons meurent dans l'utérus et ceux qui naissent sont donc soit hétérozygotes et dépourvus de queue, soit homozygotes sains, porteurs de deux allèles fonctionnels du gène et naissant donc avec une queue. On ne peut pas non plus accoupler deux Manx rumpy car il est possible de faire apparaître un gène létal. Il est donc conseillé de les accoupler avec des British Shorthair ou Longhair pour éviter le problème, mais dans ce cas, tous les chatons de la portée ne naitront pas Manx.
Des recherches génétiques menées par l'université de Californie à Davis ont rapporté la présence à très faible fréquence de l'allèle récessif responsable du gantage blanc du sacré de Birmanie chez le manx. Cette particularité n'est évidemment pas recherchée par les éleveurs. Un test génétique spécifique existe afin de détecter le gène de gantage birman.

## Caractère

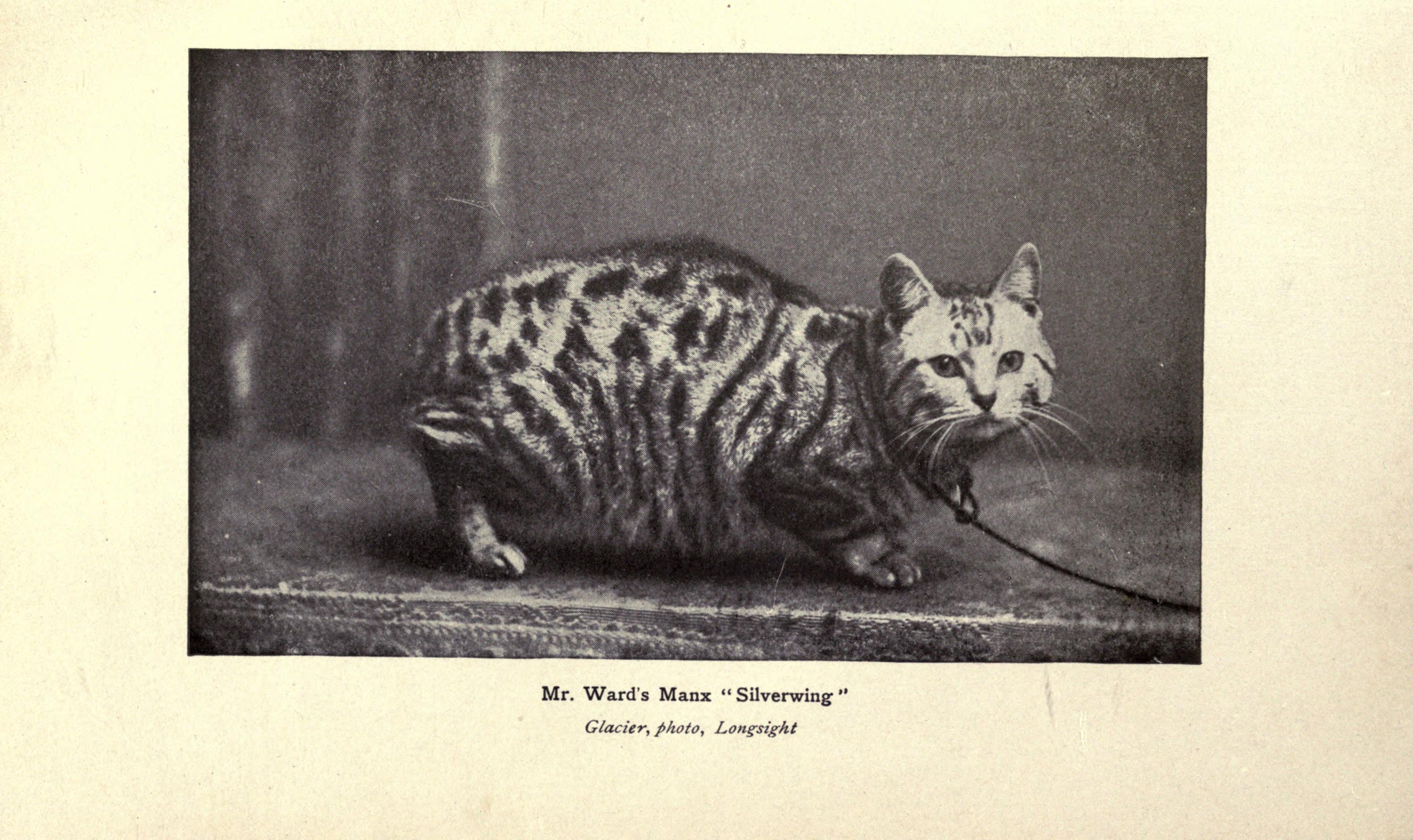
Illustration d'un Manx.

Le Manx est décrit comme un chat facile à vivre, qui s'adapte bien aux changements, et affectueux avec son propriétaire. Ce serait un chat robuste et bon chasseur. Ces traits de caractère restent toutefois parfaitement individuels et sont fonction de l'histoire de chaque chat.

## Légende
Le folklore anglais attribue ce caractère à la pingrerie des habitants de l'île, qui auraient, lors d'un lointain hiver très rigoureux, coupé la queue de tous les chats pour économiser le bois de chauffage. En effet, la porte de la maison se refermerait ainsi plus vite sur les chats, ce qui éviterait que la chaleur ne s'échappe dehors[réf. souhaitée].
Selon la légende, le chat Manx aurait été le dernier animal à monter sur l'Arche de Noé mais au moment où il embarqua, la porte du bateau se serait refermée sur la queue du chat qui fut sectionnée[réf. nécessaire].

### Sources
- Site du LOOF